# Rio Nimá
Rio Nimá é um rio centro-americano da Guatemala.